# 石垣中継局

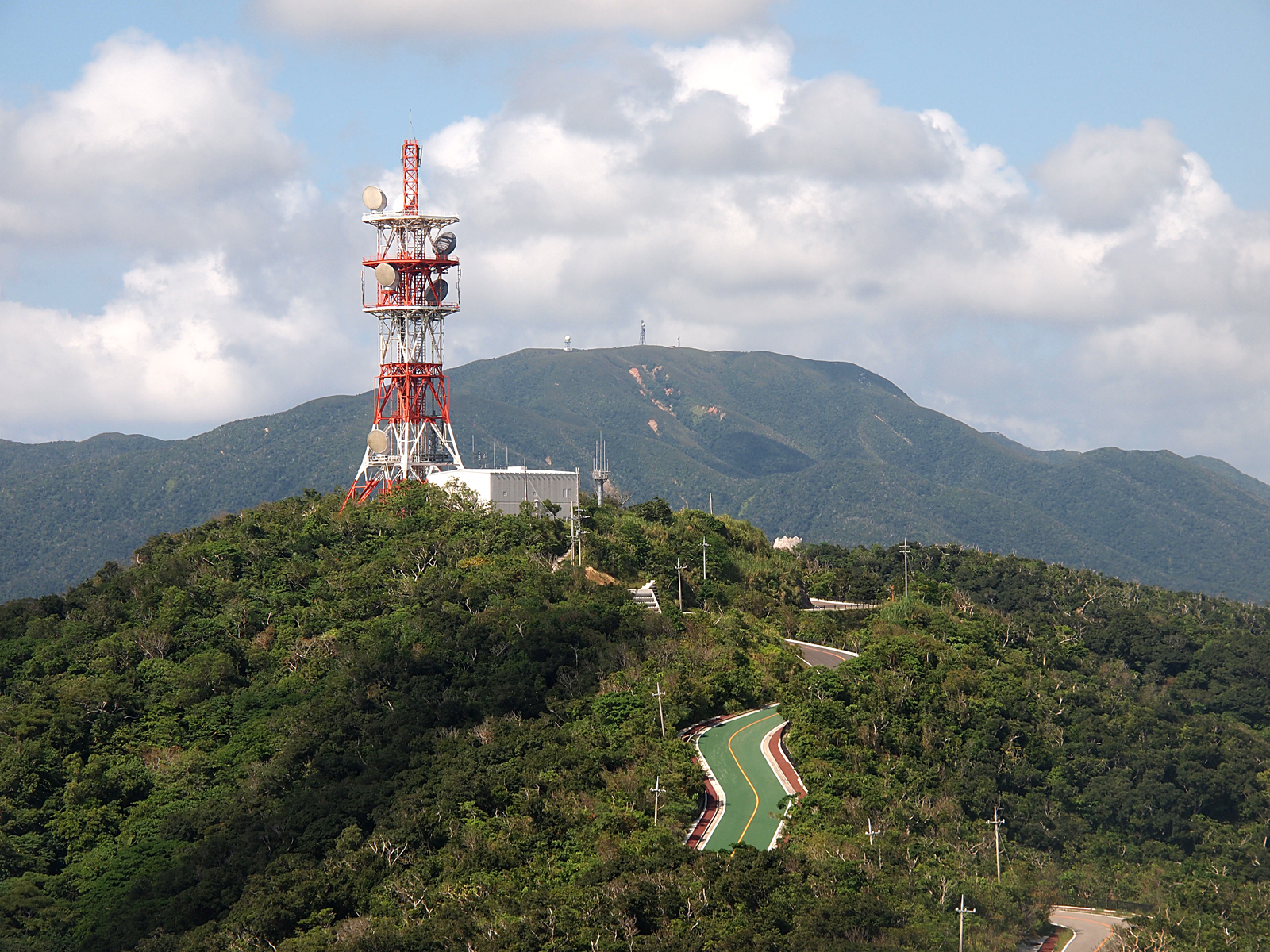
石垣中継局

石垣中継局（いしがきちゅうけいきょく）は、沖縄県石垣市（石垣島）にあるラジオ・テレビジョン放送の中継局。

## 概要

### 放送エリア

#### テレビジョン放送
- 石垣市及び八重山郡竹富町のうち以下に示す各島。
  - 石垣島南部、西表島東部、竹富島、小浜島、黒島、新城島、由布島並びに波照間島
- なお、石垣島北部は川平テレビ中継局のエリアである。

#### ラジオ放送
- 石垣市及び八重山郡竹富町のうち以下に示す各島。
  - 石垣島全域（NHK-FM、民放ラジオは石垣島南部）、西表島東部、竹富島、小浜島、黒島、新城島、由布島並びに波照間島。
- 民放ラジオは石垣島北部は川平中継局のエリアとなっている。
- NHK-FMは石垣島北部は川平中継局、石垣島北東部（平久保半島東岸）は多良間中継局のエリアとなっている[1]。

#### 備考
- 竹富町のうち西表島西部・鳩間島は、テレビ・NHKラジオ第1及び第2並びに民放ラジオは祖納中継局、NHK-FMは川平中継局のエリアとなっている。

### 放送波の送受信
- NHK沖縄放送局のテレビは宮古島中継局からの電波を於茂登岳（おもとだけ）のマイクロ中継局で受信し、そこで川平テレビ中継局へと分配したうえで当中継局で受信する。
- 民放テレビは、多良間中継局からの電波を直接受信し、川平テレビ中継局へ送信する。
- AMラジオ放送は、沖縄本島から回線伝送し、民放2社はさらにFM波に変換して放送している。
- NHK-FMは、出力1kWと中継局では高出力である宮古島中継局からの電波を直接受信し、与那国中継局へ送信している。

## 沿革
- 1967年12月22日 - OHK沖縄放送協会が沖縄本島に先駆けて宮古・八重山地区でテレビ放送を開始、八重山テレビジョン放送局開局（コールサイン：KSGA-TV、US11ch・映像出力1kW）。
- 1972年
  - 5月15日 - 本土復帰によりOHKはNHK沖縄放送局となり、OHKテレビはNHK総合テレビとなる（ただし番組内容は総合テレビと教育テレビの独自混合編成）。またOHK八重山テレビジョン放送局は廃止され、NHK宮古総合テレビジョン（コールサインはKSDY-TVからJOVQ-TVに変更）の石垣テレビ中継局となる（チャンネルはUS11chのまま）。
  - 6月25日 - NHK沖縄放送局が中波ラジオ放送を開始（第1は27年ぶりの復活）にともない、ラジオ第1放送と第2放送の中継局が開局（第1放送：540kc・1kW、第2放送：1520kc・1kW）。総合テレビと違い、沖縄本島・全国と同時放送だった。
- 1975年 - 沖縄本島 - 宮古島間に海底ケーブルが暫定開通し、NHKニュースなどNHKの一部番組が全国・沖縄本島と同時放送となる（ただしモノクロ）。
- 1976年12月22日 - 沖縄本島との海底ケーブルが開通。これによりNHKのテレビ放送が全国・沖縄本島と同時放送となり、総合テレビは「宮古総合テレビジョンの中継局」から本島の「沖縄総合テレビジョン（コールサイン：JOAP-TV）の中継局」へと変わり、チャンネルもアメリカ式のUS11chから日本式の9chへ変更された。そして新たに教育テレビとFM放送が開始された。
- 1978年11月23日 - AMラジオの周波数の間隔が10kHzから9kHzとなったため、NHKラジオ第2のみ周波数が変更された（1520→1521kHz、ラジオ第1は540kHzのままで変更なし）。
- 1993年12月16日 - RBC琉球放送とOTV沖縄テレビ放送の沖縄県内民放テレビ2局が開局30年以上経過してようやく先島での放送が開始。もともと親局がVHFであるためVHFのチャンネルが割り当てられていたが、先島での放送開始が決定してから混信を防ぐためUHFのチャンネルへ変更、UHFでの放送となった。
- 2004年4月1日 - 琉球放送（RBCiラジオ）とROKラジオ沖縄の沖縄県内民放AMラジオ2局が中波混信（難聴）解消のためFMによる中継局を開局。両局ともAMだが、AMでは夜間における難聴解消にならないためFM波での開局となった。
- 2007年7月15日 - 石垣島に初のコミュニティ放送、石垣コミュニティーエフエムが開局（76.1MHz・20W）。
- 2008年12月26日 - NHKの地上デジタルテレビジョン放送開始。
- 2009年10月21日 - RBC琉球放送、OTV沖縄テレビ、QAB琉球朝日放送の沖縄県内民放テレビの地上デジタルテレビジョン放送開始。当初は2009年4月に開局予定であったが、同年4月28日に開局延期を発表（理由は後述）。QABは開局から14年を経て先島地方での放送を開始した。
- 2011年7月24日 - アナログテレビ中継局が廃局。
- 2012年3月1日 - NHK-FMが土砂災害対策として石垣市真栄里（於茂登岳）からテレビと同じ石垣市大川（バンナ岳）に移転。
- 2024年4月1日 - 於茂登岳にある中継局の老朽化のため民放ラジオ中継局が石垣市大川（バンナ岳）に移転し、周波数もそれぞれ変更しステレオ放送となる（詳細は後述）。同時に開局した川平中継局と同期放送。

## テレビジョン放送送信設備

### 地上デジタルテレビジョン放送
| ID | 放送局名           | 物理 チャンネル | 空中線 電力 | ERP    | 放送対象地域 | 放送区域 内世帯数 | 開局日          |
| -- | ------------------ | --------------- | ----------- | ------ | ------------ | ----------------- | --------------- |
| 1  | NHK 沖縄総合       | 26              | 100W        | 1.75kW | 沖縄県       | 18,657世帯        | 2008年 12月26日 |
| 2  | NHK 沖縄教育       | 24              | 100W        | 1.75kW | 全国         | 18,657世帯        | 2008年 12月26日 |
| 3  | RBC 琉球放送       | 33              | 100W        | 1.7kW  | 沖縄県       | 18,657世帯        | 2009年 10月21日 |
| 5  | QAB 琉球朝日放送   | 36              | 100W        | 1.7kW  | 沖縄県       | 18,657世帯        | 2009年 10月21日 |
| 8  | OTV 沖縄テレビ放送 | 35              | 100W        | 1.7kW  | 沖縄県       | 18,657世帯        | 2009年 10月21日 |

- 送信所はアナログテレビと同じ石垣市大川（バンナ岳）に設置。
- 民放については、技術面とテレビのデジタル切り替えに伴う費用の負担問題もあり、放送開始が危ぶまれていたが、先島地区地上デジタル放送推進事業で沖縄本島から宮古島までの海底ケーブル敷設にかかる費用を国から8割補助を受けることが決定されたことから、当初は2009年4月に開局できる見通しとなっていた。ところが、本島から先島までの伝送路と先島地域における信号伝送機器に不具合が生じたとして、同年4月28日に開局を延期することが発表された。延期後の開局時期について、琉球放送、沖縄テレビ、琉球朝日の民放3社は6月17日、先島地区での地上デジタル放送の開始について「10月に開局できる見通しがついた」と発表した。断続的に試験電波を発射して、機器類の調整作業を行った結果、10月20日に本免許交付となり、ようやく開局した。

### 地上アナログテレビジョン放送
| チャンネル | 放送局名           | 空中線 電力       | ERP                 | 放送対象地域 | 放送区域 内世帯数 | 偏波面   | 開局日          | 閉局日         |
| ---------- | ------------------ | ----------------- | ------------------- | ------------ | ----------------- | -------- | --------------- | -------------- |
| 9          | NHK 沖縄総合       | 映像1kW/ 音声250W | 映像3.4kW/ 音声850W | 沖縄県       | 約16,000世帯      | 水平偏波 | 1967年 12月22日 | 2011年 7月24日 |
| 12         | NHK 沖縄教育       | 映像1kW/ 音声250W | 映像3.4kW/ 音声850W | 全国         | 約16,000世帯      | 水平偏波 | 1976年 12月22日 | 2011年 7月24日 |
| 28         | OTV 沖縄テレビ放送 | 映像1kW/ 音声250W | 映像22kW/ 音声5.5kW | 沖縄県       | 約16,000世帯      | 水平偏波 | 1993年 12月16日 | 2011年 7月24日 |
| 30         | RBC 琉球放送       | 映像1kW/ 音声250W | 映像22kW/ 音声5.5kW | 沖縄県       | 約16,000世帯      | 水平偏波 | 1993年 12月16日 | 2011年 7月24日 |
| 未割当     | QAB 琉球朝日放送   | 未開局            | 未開局              | 未開局       | 未開局            | 未開局   | 未開局          | 未開局         |

- 送信所： 石垣市大川（バンナ岳）
- NHK総合テレビは前身のOHKテレビ時代 - 復帰後におけるNHK宮古テレビの中継局時代にはUS11chで放送。沖縄本島・全国と同時放送となった1976年12月22日より現行のJA9chに。
- RBCとOTVは受信チャンネルは上記の通りだが、チャンネルがUHF送信であったため、リモコンでチャンネルを合わせるとき親局のチャンネル（RBCは10、OTVは8）に合わせていた所が多かった。八重山の新聞のテレビ欄には親局のチャンネルが表記されていた他、石垣島のケーブルテレビ局である石垣ケーブルテレビ（現在はデジアナ変換）でもそれに合わせている。なお、NHKはVHF送信であったため、本来のチャンネルに合わせていた。
- QAB琉球朝日放送はアナログでは開局せず、デジタル放送開始まではその代替として、QABのキー局であるテレビ朝日の番組を石垣ケーブルテレビが一部を購入して自主放送チャンネルで流していた。

## ラジオ放送送信設備

### FMラジオ放送
| 周波数 （MHz） | 放送局名                     | コールサイン | 空中線電力 | ERP  | 放送対象地域    | 放送区域内世帯数 | 開局日          |
| -------------- | ---------------------------- | ------------ | ---------- | ---- | --------------- | ---------------- | --------------- |
| 76.1           | 石垣 コミュニティー エフエム | JOZZ0BC-FM   | 20W        | 14W  | 石垣市・ 竹富町 | ※16,704世帯      | 2007年 7月15日  |
| 87.0           | NHK 沖縄FM                   | 石垣中継局   | 100W       | 230W | 沖縄県          | 不明             | 1976年 12月22日 |

- 所在地は、石垣市大川にあるバンナ岳付近である。
- FM沖縄の中継局は設置されていない。また宮古地区への中継局開設まで地元のコミュニティFM（エフエムみやこ）でFM沖縄の番組を一部放送していたのと違い、石垣コミュニティーFMでは同局の番組を放送していない。なお、2017年10月2日からradikoを通じて聴取が可能になっている。
- 石垣コミュニティーFMは、2007年7月12日に本免許交付[2]。
- ※：石垣市全世帯の約94%にあたる16,538世帯と竹富町全世帯の約8%にあたる166世帯を放送区域内世帯数としている[2]。なお、同社公式サイトでは可聴世帯数を石垣市の17,228世帯と竹富町の2,126世帯としており、人口比では石垣市の95%および竹富町の約10%をカバーするとしている[3]。

### AMラジオ放送
| 周波数 （MHz・民放） （kHz・NHK） | 放送局名                    | 空中線 電力 | ERP                 | 放送対象地域 | 放送区域 内世帯数 | 開局日         |
| --------------------------------- | --------------------------- | ----------- | ------------------- | ------------ | ----------------- | -------------- |
| 540                               | NHK 沖縄第1                 | 1kW         | 中波放送 につきなし | 沖縄県       | 不明              | 1972年 6月25日 |
| 1521                              | NHK 沖縄第2                 | 1kW         | 中波放送 につきなし | 全国         | 不明              | 1972年 6月25日 |
| 78.5                              | RBC 琉球放送 （RBCiラジオ） | 100W        | 470W                | 沖縄県       | 不明              | 2004年 4月1日  |
| 79.9                              | ROK ラジオ沖縄              | 100W        | 470W                | 沖縄県       | 不明              | 2004年 4月1日  |

- 送信所： NHK - 石垣市石垣 / 民放 - 石垣市大川（バンナ岳）
- NHK沖縄第2は、1978年11月23日午前9時の周波数一斉変更前まで1520kHzで放送された。
- RBCiラジオとROKは本来はAMラジオ局だが、夜間における外国との混信を避けるため、FMでの中継局となっている。なお、1980年頃に当時の郵政省（現在の総務省）が石垣島に民放ラジオ用として1116kHzと1431kHz（出力はいずれも1kW）の周波数を割り当てていた。FM中継局が開局した現在もこの割り当ては削除されていないが、離島地域の民放中継局は大東島地方を含め全てFM変換方式により開局したため、今後割り当て削除などの措置がとられるものとみられる。
- 2024年3月31日まで民放ラジオは石垣市真栄里（於茂登岳。2012年移転前の旧：NHK-FM中継局に設置）に設置されていた。2023年度内にNHK-FMと同様にバンナ岳に移転し新たに川平中継局が開局する予定を発表[6]、2024年2月より試験電波を発射開始。リスナーのチューニング移行期間と位置付けた後、2024年4月1日に正式に開局。

### 本島地方に置かれている親局
- NHK豊見城ラジオ放送所
- 豊見城高安テレビ・FM放送所
- RBC・QAB嘉数放送所
- ROK大里放送所

### 先島地方に置かれている他の中継局
- 宮古島中継局
- 多良間中継局
- 川平テレビ中継局
- 祖納テレビ中継局
- 与那国中継局
- 内道テレビ中継局